# Distrito de Pampas de Hospital
El distrito de Pampas de Hospital es uno de los seis que conforman la provincia de Tumbes ubicada en el departamento de Tumbes en el Norte de Perú.  Limita por el Norte con el distrito de San Juan de la Virgen; por el Este con la provincia de Zarumilla; por el Sur con el Ecuador; y por el Oeste con el distrito de San Jacinto.

## Historia
El distrito fue creado el 18 de junio de 1962 mediante Ley Número 14137, en el segundo gobierno del presidente Manuel Prado Ugarteche.
Antiguamente este pueblo tenía tierras sólidas planas (pampas) según los antiguos soldados del conflicto Perú-Ecuador. En el año 1941, los soldados instalaron carpas de sanidad en lo que hoy es el distrito para auxiliar a los soldados heridos en aquel conflicto. Por tal motivo los primeros pobladores lo llamaron "Pampas de Hospital". Es popularmente llamado "La tierra hospitalaria".

## Geografía
Tiene una extensión de 727,75 km².

## Demografía

### Población
Según el Censo 2017 el distrito tiene una población de 7 050 hab.

### Religión
Según datos del censo de 2017, el 90 % de la población del distrito es católica, el 7% es miembro de alguna iglesia evangélica, el 2 % manifiesta no profesar ninguna religión, mientras que el 1 % dice profesar alguna otra creencia. 
En el caso de los católicos, desde el punto de vista jerárquico de la Iglesia católica, forman parte de la Vicaría foránea de Tumbes de la arquidiócesis de Piura.

## Localidades
Además de su capital, Pampas de Hospital, el distrito tiene los siguientes centros poblados:

Panorámica de la ciudad de Pampas de Hospital durante fin de la temporada seca.

Panorámica de la ciudad de Pampas de Hospital durante inicio de la temporada de lluvia.

| - Cruz Blanca - Cabeza de Lagarto - Peña Blanca - Bigotes - Santa María - Cardalitos - Chacritas - Belén - Cabuyal - El Limón |  | - El Rodeo - Becerra - Pueblo Nuevo - La Angostura - El Prado - El Naranjo - El Zapallal - Puerto Rico - El Higuerón |

## Autoridades

### Municipales
- 2019 - 2022[4]
  - Alcalde: Samuel Edmundo Pacheco Marchán, del Partido Democrático Somos Perú.
  - Regidores:

  1. Marita Aracely Suárez Aguilar (Partido Democrático Somos Perú)
  2. Estefany Yuleisy Serna Vilela (Partido Democrático Somos Perú)
  3. Guillermo Moreto García (Partido Democrático Somos Perú)
  4. Oscar Jasmany Nima López (Partido Democrático Somos Perú)
  5. Segundo Lizardo Marchán Aguilar (Juntos por el Perú)

Alcaldes anteriores
- 2015 - 2018:[5] Georgio Apolo Infante, del Movimiento Pampas Camino al Desarrollo (PCAD).
- 2011 - 2014:[6] Fredy Remberto Rosales Reto, del Movimiento Reconstrucción con Obras más Obras para un Tumbes Bello (RCOMOPUTB).

### Policiales
- Comisario: PNP.

### Judiciales
- Juez de paz: Sr. Robert Feijoo Rueda

## Turismo
Entre los lugares para visitar están la plaza Mayor, La Alameda, El Caucho, Puente Francos, la quebrada Cabuyal y Huarapal-La Angostura.

## Festividades
- Festividad de la Virgen del Perpetuo Socorro (Tercer domingo de noviembre)